# 李日華
李日華（1565年—1635年），字君實，號九疑，又号竹懒、痴居士，浙江嘉兴府嘉兴县人。晚明官员，书画家、鉴赏家。

## 生平
李日華生于明世宗嘉靖四十四年（1565年），幼時聰敏，其父“口授以《大学》，率能成诵”，万历十九年（1591年），李日華參加辛卯科浙江乡试，为文放纵不羁，考官郝敬賞识其才，破格录取，且稱：“天下那得如此好秀才。”万历二十年（1592年），李日華聯捷三甲二十二名进士，通政司觀政，任江西九江府推官，二十六年考察，二十八年贬任汝州判官，升西华知县，三十二年丁内艰。四十四年起升南禮部主事，天啓四年升尚寶司丞，崇祯元年（1628年）官至太仆寺少卿。歸隱後，以著述、鉴藏自娱。《明史·文苑传》稱其“恬澹和易，与物无忤。”，崇祯八年（1635年）卒。

## 成就
精鉴藏，世称“博雅君子”。擅繪畫，绘《宿迁水溢图》轴。又有《恬致堂集》、《檇李丛谈》、《书画想象录》、《紫桃轩杂缀》、《味水轩日记》、《六砚斋笔记》、《梅墟先生别录》、《恬致堂诗话》等书，钱谦益在《恬致堂集》作《序》稱：“文章者，天地英淑之气与人之灵心结习而成者也。与山水近，与市朝远；与异石古木哀吟清唳近，与尘壒远；与钟鼎彝器法书名画近，与时俗玩好远。故风流儒雅、博物好古之人，文章往往殊邈于世，其结习使然也。”。後人稱李日華有“兩多”，著作多、別號多。

## 家族
曾祖李衍，登仕郎。祖李惠。父李應筠，封文林郎推官。前母錢氏，封孺人；母吴氏，封孺人。具慶下。子肇隆、肇亨。從兄李在公，同科進士。